# Mise à prix
« Carré d'As » redirige ici. Pour l’article homophone, voir Karédas.
Série
Mise à prix 2
(2010)
Pour plus de détails, voir Fiche technique et Distribution.
Mise à prix ou Coup fumant au Québec ou Carré d'As en Belgique et en Suisse (Smokin' Aces) est un film britanniquo-franco-américain réalisé par Joe Carnahan et sorti en 2006.

## Synopsis
Le boss de la pègre Primo Sparazza a lancé un contrat juteux sur la tête de Robert « Buddy Aces » Israel, un magicien louche qui a décidé de dévoiler au grand jour ce qui se passe dans le milieu de la pègre de Las Vegas. Le FBI, pressentant sa chance d'utiliser cet escroc à la petite semaine pour faire tomber le gros morceau que représente Sparazza, place Aces en détention provisoire, sous le contrôle de deux agents envoyés à la planque de Aces au lac Tahoe. Lorsque le montant de la rançon pour la tête de Aces se diffuse dans la communauté, des escrocs et brigands en devenir, chasseurs de primes, gangsters, vieilles camées et traîtres du milieu se lancent également à sa poursuite. Les yeux rivés sur Tahoe, cette galerie de voyous tourne en course-poursuite hilarante afin de toucher le jackpot et liquider Aces.

## Fiche technique
Sauf indication contraire, les informations mentionnées dans cette section peuvent être confirmées par la base de données cinématographiques IMDb,  présente dans la section « Liens externes ».
- Titre original : Smokin' Aces
- Titre français : Mise à prix
- Titre québécois : Coup fumant
- Autre titre francophone : Carré d'As
- Réalisation et scénario : Joe Carnahan
- Musique : Clint Mansell
- Directeur artistique : Maria L. Baker
- Chef décorateur : Martin Whist ; Brana Rosenfeld (décoratrice de plateau)
- Costumière : Mary Zophres
- Directeur de la photographie : Mauro Fiore
- Montage : Robert Frazen (en)
- Production : Tim Bevan et Eric Fellner ; Noel Donnellon et David Z. Obadia (séquence titre)
  - Producteur exécutif : Liza Chasin (en) et Robert Graf ; Jeff Abberley et Julia Blackman (Scion Films)
- Sociétés de production : Universal Pictures, Studiocanal, Relativity Media, Working Title Films et Scion Films
- Sociétés de distribution :  Universal Pictures (Royaume-Uni, États-Unis), Studiocanal (France)
- Budget : 17 000 000 $
- Pays de production :  Royaume-Uni,  États-Unis,  France
- Langues originales : anglais britannique et américain
- Format : couleur - 35 mm - 2,35:1 - son Dolby Digital
- Genres : action, comédie policière et thriller
- Durée : 109 minutes
- Dates de sortie :
  - États-Unis : 9 décembre 2006 (Butt-Numb-A-Thon à Austin, au Texas})
  - Royaume-Uni : 12 janvier 2007
  - États-Unis, Canada : 26 janvier 2007
  - Suisse : 28 février 2007
  - Belgique : 7 mars 2007
  - France : 22 juin 2007 (Festival du film de Cognac) ; 1er août 2007 (sortie nationale)
- Classification[2] :
  - États-Unis : R - Restricted
  - France : interdit aux moins de 12 ans

## Distribution

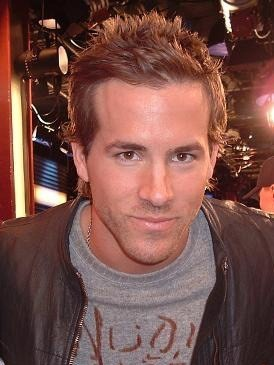
Ryan Reynolds en avril 2007.

- Ryan Reynolds (V. F. : Pierre Tessier ; V. Q. : François Godin) : l'agent Richard Messner
- Jeremy Piven (V. F. : Lionel Tua ; V. Q. : Louis-Philippe Dandenault) : Robert « Buddy Aces » Israel
- Ray Liotta (V. F. : Bruno Choel ; V. Q. : Daniel Picard) : l'agent Donald Carruthers
- Andy García (V. F. : Bernard Gabay ; V. Q. : Jean-Luc Montminy) : Stanley Locke, directeur adjoint du FBI
- Alicia Keys (V. F. : Vanina Pradier) : Georgia Sykes, tueuse réputée du ghetto
- Common (V.F. : Paul Borne ; V. Q. : Éric Gaudry) : Sir Ivy, le bras droit d'Israel
- Jason Bateman (V.F. : Marc Perez) : Rupert Reed, dit Rip, avocat commanditaire de l'équipe
- Ben Affleck (V. F. : Frédéric Popovic ; V. Q. : Pierre Auger) : Jack Dupree
- Curtis Armstrong (V. F. : Michel Mella ; V. Q. : Manuel Tadros) : Morris Mecklen
- Chris Pine (V. F. : Fabien Jacquelin ; V. Q. : Jean-François Beaupré) : Darwin Tremor
- Joel Edgerton (V. Q. : Patrick Chouinard) : Hugo Croop, garde du corps pas malin
- Taraji P. Henson (V. F. : Annie Milon ; V. Q. : Camille Cyr-Desmarais) : Sharice Waters, associée de Georgia
- Nestor Carbonell (V. Q. : Luis de Cespedes) : Pasquale Acosta, spécialiste de la torture
- Tommy Flanagan (V. Q. : Sylvain Hétu) : Lazlo Soot, spécialiste du déguisement
- Peter Berg (V. Q. : François Trudel) : Pete Deeks
- Brian Bloom : l'agent Baker
- Martin Henderson (V. F. : Serge Faliu ; V. Q. : Antoine Durand) : Hollis Elmore
- Kevin Durand : Jeeves Tremor
- Christopher Michael Holley (en) (V. Q. : François L'Écuyer) : Beanie
- Maury Sterling : Lester Tremor
- David Proval (V. Q. : Jean-Marie Moncelet) : Victor « Baby Buzz » Padiche
- Alex Rocco (V. Q. : Vincent Davy) : Serna
- Matthew Fox (V. F. : David Kruger ; V. Q. : Benoît Gouin) : Bill, le chef de la sécurité
- Joseph Ruskin : Primo Sparazza
- Wayne Newton : lui-même
- Joe Carnahan : un homme armé (caméo)

Sources et légendes : Version française (V. F.) sur Voxofilm et Version québécoise (V. Q.) sur Doublage.qc.ca

## Production

### Développement et attribution
Pour le personnage de Buddy Israel, le réalisateur-scénariste Joe Carnahan avoue s'être inspiré de Frank Sinatra :

« Buddy le magicien est né de ma fascination pour deux choses : le Las Vegas clinquant des années 60 et 70 et les liens troubles de Frank Sinatra avec la Mafia. J'ai commencé à réfléchir à ce scénario en 1993. J'étais encore à l'université et j'étais fasciné par Sinatra et les rumeurs qui couraient sur son compte. Je me suis demandé alors : "Et si Sinatra avait décidé un jour d'utiliser son statut de star et son pouvoir pour devenir un patron de la Mafia ?" Je suis sûr qu'il aurait été là aussi un personnage fascinant. Je crois qu'il aurait fini par traquer les pourris et qu'il aurait foutu tout le monde en l'air ! C'est en partant de cette idée que j'ai construit le personnage de Buddy, qui est devenu ensuite l'un de ces magiciens-comédiens comme on en trouve à Las Vegas. »

Michael Shannon avait été initialement choisi pour incarner Darwin Tremor. Il sera cependant renvoyé après s'en être pris à une costumière. Il sera remplacé par Chris Pine. Ce dernier aurait fait fort impression au réalisateur lors de son audition.
C'est le premier long métrage dans lequel a joué la chanteuse Alicia Keys.

### Tournage
Le tournage a lieu d'octobre à décembre 2005. Il se déroule en Californie — South Lake Tahoe, Downey, Comté d'El Dorado et Los Angeles — ainsi qu'à Las Vegas.

### Bande originale
La musique du film est composée par Clint Mansell. L'album contient principalement des chansons présentes dans le film, à l'exception de Spottieottiedopaliscious d'OutKast. Il est par ailleurs possible d'entendre la chanson Assassin du groupe Muse pendant la bande-annonce, extraite de leur album Black Holes and Revelations.
| No  | Titre                                                      | Interprètes             | Durée |
| --- | ---------------------------------------------------------- | ----------------------- | ----- |
| 1.  | First Warning                                              | The Prodigy             | 4:21  |
| 2.  | Big White Cloud (absent sur certaines versions de l'album) | John Cale               | 4:05  |
| 3.  | Ace of Spades                                              | Motörhead               | 2:48  |
| 4.  | Down on the Street                                         | The Stooges             | 3:45  |
| 5.  | Play Your Cards Right                                      | Common feat. Bilal      | 3:09  |
| 6.  | Trespassing                                                | Skull Snaps             | 4:00  |
| 7.  | Segura o Sambura                                           | Nilton Castro           | 2:55  |
| 8.  | Touch Me Again                                             | Bernard "Pretty" Purdie | 4:23  |
| 9.  | Under the Street Lamp                                      | Joe Bataan              | 2:52  |
| 10. | I Gotcha' Back                                             | GZA                     | 5:00  |
| 11. | I Love You                                                 | The Bees                | 4:33  |
| 12. | Morte di un Soldato                                        | Ennio Morricone         | 3:12  |
| 13. | Save Yourself                                              | The Make-Up             | 3:22  |
| 14. | Like Light to the Flies                                    | Trivium                 | 5:43  |
| 15. | FBI                                                        | Clint Mansell           | 3:00  |
| 16. | Shell Shock                                                | Clint Mansell           | 3:09  |
| 17. | Dead Reckoning                                             | Clint Mansell           | 3:16  |

## Sortie et accueil

### Critique
Mise à prix reçoit un accueil critique majoritairement défavorable.
Sur le site agrégateur de critiques Rotten Tomatoes, le film est crédité d'un score de 31 % d'avis favorables, sur la base de 158 critiques collectées et une note moyenne de 4,50 sur 10 ; le consensus du site indique : « Un film violent et désordonné, [Mise à prix] a un peu le style de Quentin Tarantino mais pas beaucoup son esprit ou son humour ». Sur Metacritic, il obtient une note moyenne pondérée de 45 sur 100, sur la base de 32 critiques collectées ; le consensus du site indique : « Avis mitigés ou moyens ».
En France, le film obtient une note moyenne de 3,1 sur 5 sur le site AlloCiné, qui recense 18 titres de presse.
Le cinéaste Terrence Malick a déclaré qu'il adorait le film, qu'il trouve bien réalisé.

### Box-office
Le film a rencontré un succès commercial modeste, rapportant 57 103 895 $ de recettes mondiales, dont 35 787 686 $ rien qu'aux États-Unis. En France, il totalise 111 072 entrées durant toute son exploitation.

## Distinctions
Le film reçoit 4 récompenses :
- Artios Awards 2007 : meilleure distribution d'un film d'action ou horreur
- Festival du film policier de Cognac 2007 : prix de la critique internationale et prix spécial du jury
- New York Festivals 2007 : meilleurs génériques

## Suite
Une préquelle du film, intitulée Mise à prix 2 et réalisé par P. J. Pesce (en), sort en 2010.